# Canal it Up
Canal It Up is een vereniging die zich inzet voor een beter beheer van de waterwegen in Brussel. De vereniging houdt zich sinds 2019 bezig met problemen zoals zwerfafval in het Kanaal Charleroi-Brussel en de Zenne in Brussel.

## Geschiedenis
Toen de 32-jarige Pieter Elsen uit Sainctelette het zwerfafval en de plasticvervuiling op het kanaal in Brussel niet meer kon aanzien, kocht hij in 2019 een kajak om er te gaan vissen op plastic. Omdat hij al snel merkte dat hij op zijn eentje het kanaal niet afvalvrij kreeg begon hij met een sensibiliseringscampagne door elke week te gaan varen met een nieuw persoon. Zo breidde het team uit en ontstond de organisatie Canal it Up.

## Projecten
Behalve het zwerfafval in en rond het kanaal zijn er meerdere problemen zoals slechte waterkwaliteit en een volledig gebrek aan groen en habitat voor de dieren. Canal it Up richt zich daarom op maatregelen om deze problemen op te lossen:
- Sensibilisering door kajaktochten te organiseren om zwerfafval op te ruimen.
- De installatie van een groene barrière, in overleg met de Haven van Brussel aan de sluis van Sint-Jans-Molenbeek om de toestroom van afval tegen te houden.[3]
- Omdat de kanaalzone in het centrum van Brussel volledig bestaat uit grijze, steile kaaimuren is dit geen uitnodigende plaats voor mens en dier. Op 26 april 2022 werden in samenwerking met de Haven van Brussel, Ecocean en Leefmilieu Brussel de eerste groene eilanden geplaatst.[4]
- Verbetering waterkwaliteit. Een onderzoek naar de waterkwaliteit in 2019 gaf aan dat het water in het Kanaal Charleroi-Brussel en het kanaal van Willebroek heel slecht is en met het water in de Zenne is het zelfs nog slechter gesteld.[5] Dit komt vooral omdat de riolering in Brussel van het gemengde type is, huishoudelijk afval en regenwater komen in dezelfde buis terecht. Op 2 maart 2022 werd een open videobrief gericht aan Brussels Minister van Leefmilieu en Klimaattransitie Alain Maron en Minister-president Rudi Vervoort.[6][7]
- Recyclage en invoering statiegeld op petflessen en blikjes. In juni 2022 waren er 15.000 handtekeningen verzameld voor een petitie voor de invoering van het statiegeld waardoor ze het recht kregen op een hoorzitting op 18 oktober 2022 voor het Vlaams en Brussels parlement[8], zoals activiste Régine Florent uit Dinant het ook eerder in mei 2021 al voor het Waals Parlement had ondernomen.[9]

Op 1 juli 2022 hielpen de vrijwilligers van Canal it Up de Nederlandse "Plastic Soup Surfer" Merijn Tinga bij zijn start van de Mission Reuse Expedition, een tocht van 385 kilometer op zijn e-foilboard van Brussel naar Amsterdam, een actie voor de invoering van herbruikbare bekers en een verbod op wegwerpbekers. Mede dankzij de "Plastic Soup Surfer motie" werd al eerder door de Nederlandse regering besloten statiegeld te verplichten op petflessen (vanaf 1 juli 2021) en blikjes (vanaf 1 januari 2023).